# گورستان کوه چشمه اسد ۴
گورستان کوه چشمه اسد ۴ مربوط به دوره هخامنشی - دوره اشکانیان است و در شهرستان کوهرنگ، بخش مرکزی، دهستان شوراب تنگزی، ۶ کیلومتری جنوب و جنوب شرق چلگرد به خط مستقیم واقع شده و این اثر در تاریخ ۲۷ اسفند ۱۳۸۷ با شمارهٔ ثبت ۲۶۲۹۸ به‌عنوان یکی از آثار ملی ایران به ثبت رسیده است.